# Antique Vibrator Museum
Antique Vibrator Museum es un museo temático ubicado en la ciudad de San Francisco, en los Estados Unidos.

## Historia
Inaugurado en abril de 2012, el museo pertenece a la cadena de sexshop Good Vibrations, una de las más grandes del país. 

## Colección

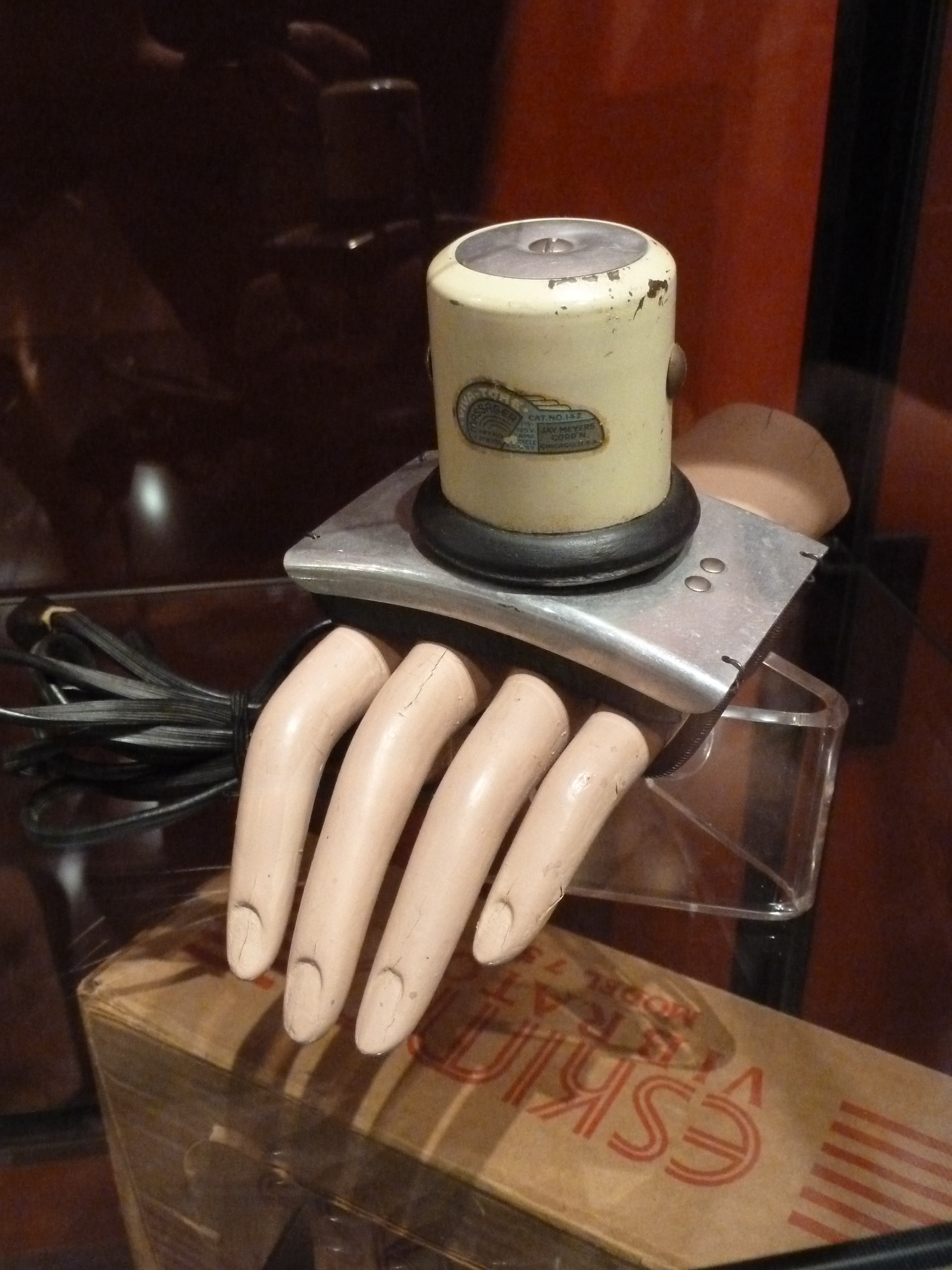
Masajeador sueco.

La colección cuenta con aproximadamente 120 vibradores que cuentan la historia del instrumento desde finales del siglo XIX hasta la década de 1970. El más antiguo es el llamado vibrador Dr. Johansen, que funcionó con la ayuda de una manivela, que data de 1869, y que fue utilizado por los médicos para tratar la "histeria de las mujeres". El más raro es el llamado Detwiller, de 1914, que funcionaba con aire comprimido. Los instrumentos más recientes de la colección son de la década de 1970, al mismo tiempo que la apertura de la primera tienda de la cadena, fundada en 1977. Antique Vibrator también presenta "masajeadores suecos", que se colocaban sobre el dorso de la mano y causaban que los dedos vibraran.